# Rezerwat przyrody Warnie Bagno
Rezerwat przyrody „Warnie Bagno” – torfowiskowy rezerwat przyrody utworzony rozporządzeniem Nr 21/2005 Wojewody Zachodniopomorskiego z 26 września 2005, położony w województwie zachodniopomorskim, w powiecie koszalińskim (w gminach Będzino i Biesiekierz) i powiecie białogardzkim (9,33 ha w gminie Karlino). Znajduje się 1,5 km na północ od Warnina i 2,5 km na południowy zachód od Wierzchomina. Zajmuje powierzchnię 520,21 ha (akt powołujący podawał 518,92 ha).
Na północy, na odcinku około 1 km wspólna granica z rezerwatem przyrody „Wierzchomińskie Bagno”.
Celem ochrony jest zachowanie kopułowego torfowiska bałtyckiego, regenerujących się potorfii ze zbiornikami mszarnymi oraz ekosystemów boru bagiennego i boru wilgotnego, z siedliskami mszarników wrzośca bagiennego (Erica tetralix).
Rezerwat znajduje się na terenie Nadleśnictwa Gościno (leśnictwo Wierzchomino). Nadzór nad rezerwatem sprawuje Regionalny Konserwator Przyrody w Szczecinie. Rezerwat nie posiada planu ochrony, lecz obowiązują w nim zadania ochronne, na podstawie których obszar rezerwatu objęty jest ochroną czynną.